# Videorekorder
Videorekorder ili magnetoskop (engl. video recorder ≃ video- + recorder: snimač, uređaj za snimanje), uređaj za snimanje i prikazivanje videosnimke s videokazeta. Često naziva i skraćenicom VCR (od engl. videocasette recorder).
Uglavnom se koristio za snimanje televizijskih sadržaja (telerecording) i prikazivanje VHS-ova. Za pohranu sadržaja koristio se magnetskom vrpcom. Njihova uporaba napuštena je 2000-ih, ponajprije u SAD-u i Japanu. 

## Vanjske poveznice
|  | Zajednički poslužitelj ima još gradiva o temi Videorekorderi |